# Rio Coşuştea Mică
O Rio Coşuştea Mică é um rio da Romênia, afluente do Coşuştea, localizado no distrito de Mehedinţi.